# Arnold Henry Savage Landor
Arnold Henry Savage Landor (* 2. Juni 1867 in Florenz; † 26. Dezember 1924 ebenda) war ein Maler, Reiseschriftsteller und Forscher. Sein Vater war Charles Savage Landor. Der Dichter Walter Savage Landor war sein Großvater.

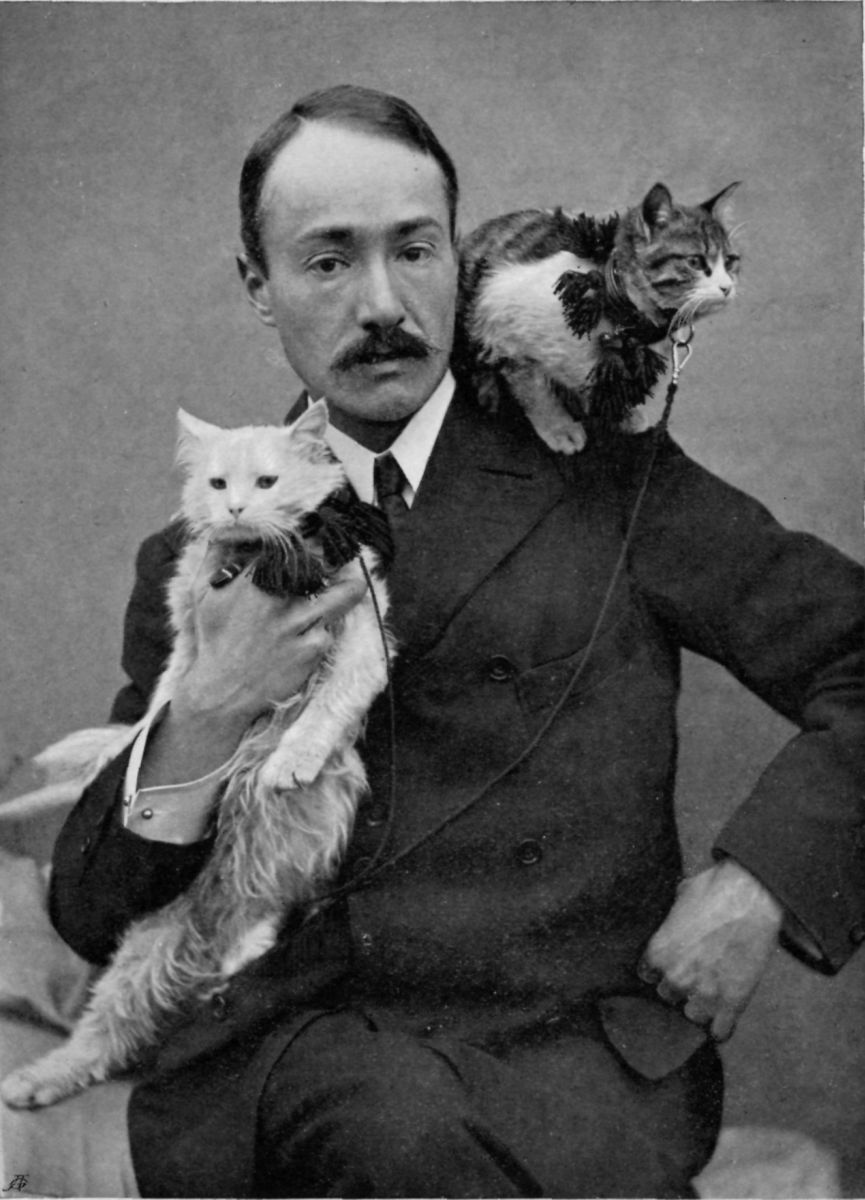
Henry S. Landor mit den Perser-Kätzchen 'Kerman' und 'Zeris', die ihn auf seiner Reise in Across Coveted Lands begleiteten.

## Leben
Henry S. Landor war als Forschungsreisender vorwiegend in den zu diesem Zeitpunkt wenig bekannten Gebieten von Ost- und Zentralasien unterwegs. Er wurde aufgrund der mageren Ergebnisse seiner Expeditionen als Forscher nie ganz ernst genommen. Die Häufung der dramatischen Ereignisse in seinen Büchern hinterlassen an dem Wahrheitsgehalt seiner Abenteuer starke Zweifel. Henry S. Landor war diese Kritik bekannt und er versuchte sie in den Originalausgaben seiner Werke durch Zeugenaussagen und amtliche Bestätigungen zu widerlegen.
Wegen seines lebhaften und geistreichen Schreibstils waren die deutschen Ausgaben seiner Bücher für Verlag sowie Autor ein großer Erfolg. Innerhalb von 25 Jahren erzielten seine Bücher bis 1922 zehn Auflagen.

## Werke
- Alone with the hairy Ainu : or, 3800 miles on a pack saddle in Yezo and a cruise to the Kurile islands. Publisher: John Murray, London 1893
- Corea or Cho-sen, the land of the morning calm. Publisher: William Heinemann London, 1895  auch online im Projekt Gutenberg
- In the forbidden land: an account of a journey into Tibet, capture by the Tibetan lamas and soldiers, imprisonment, torture and ultimate release brought about by Dr. Wilson and the political peshkar, Karak Sing-Pal. With the government enquiry and report and other official documents by J. Larkin, Esq., deputed by the Government of India. With 1 Photogravure, & Colored Plates, 50 Full-page and about 250 Text Illustrations, and a Map from Surveys by the Author. In Two Volumes. Volume I. Publisher: Harper & Brothers New York; London  1899
- In the forbidden land. Volume II. Volume two includes index. Publisher: Harper & Brothers New York; London  1899 auch online im Projekt Gutenberg
- China and the allies. In Two Volumes. Volume 1. Publisher: Charles Scribner’s sons 1901
- China and the allies. In Two Volumes. Volume 2.  Publisher: Charles Scribner’s sons 1901
- Across coveted lands : or, A journey from Flushing (Holland) to Calcutta, overland. In Two Volumes. Vol. I. Publisher: Charles Scribner's sons New York, 1903
- Across coveted lands. In Two Volumes. Vol. II. Publisher: Charles Scribner's sons New York, 1903 auch online im Projekt Gutenberg
- The gems of the East; sixteen thousand miles of research travel among wild and tame tribes of enchanting islands. Publisher: Harper & brothers New York and London, 1904
- Tibet & Nepal painted and described. Publisher : A.& C. Black London, 1905
- The Living Races of Mankind (1905)
- Across widest Africa, an account of the country and people of Eastern, Central and Western Africa as seen during a twelve months' journey from Djibuti to Cape Verde. In Two Volumes. Vol. I.  Publisher: Hurst & Blackett, London 1907
- Across widest Africa.... In Two Volumes. Vol. II. Publisher: Hurst & Blackett, London 1907
- An Explorer's Adventures in Tibet. Publisher: Harper & Bros. New York; London, 1910 auch online im Projekt Gutenberg
- Across unknown South America. In Two Volumes. Vol. I Publisher: Little, Brown and Company, Boston 1913
- Across unknown South America. In Two Volumes. Vol. II Publisher: Little, Brown and Company, Boston 1913 auch online im Projekt Gutenberg
- Everywhere, the Memoirs of an Explorer (1924)
- The Adventures of an Explorer (1924)

Ins Deutsche übersetzt wurden:
- In the Forbidden Land als Auf verbotenen Wegen (1898) bei F. A. Brockhaus
- Everywhere, the Memoirs of an Explorer als Der wilde Landor (1926) bei F. A. Brockhaus, Neuausgabe im Weltbild Verlag, Edition Erdmann 1999